# 방송통신중학교
방송통신중학교(放送通信中學校)는 중학교 과정을 온라인 강의와 출석수업을 통해서 중학교 학력을 얻는 교육기관이다.
방송통신중학교는 중학교 학력이 없는 성인과 학교 밖 청소년 등 중학교 학력 미취득자에게 학력 취득 기회를 제공하기 위해 2013년부터 설치되었으며, 현재 공립학교의 부설 학교로 운영하고 있다.

## 학교 목록
대한민국 내 방송통신중학교를 부설로 두고있는 학교는 다음과 같다.

### 서울특별시
- 아현중학교

### 부산광역시
- 화명중학교

### 대구광역시
- 경상중학교

### 인천광역시
- 구월여자중학교

### 광주광역시
- 광주북성중학교

### 대전광역시
- 대전봉명중학교

### 울산광역시
- 학성중학교[3]

### 경기도
- 수원제일중학교
- 호원중학교
- 삼평중학교
- 광명중학교

### 강원특별자치도
- 원주중학교
- 남춘천중학교
- 강릉중학교

### 충청북도
- 주성중학교

### 충청남도
- 천안중학교
- 홍성여자중학교

### 전북특별자치도
- 전주덕일중학교

### 전라남도
- 목포중앙여자중학교
- 순천연향중학교

### 경상북도
- 포항중학교

### 경상남도
- 경원중학교
- 진주중학교

### 제주특별자치도
- 제주제일중학교

## 같이 보기
- 대한민국의 검정고시
- 방송통신고등학교
- 한국방송통신대학교